# Agastache
Agastache este un gen de plante din familia  Lamiaceae .

## Specii
Cuprinde 18 specii.

## Legături externe
- „Agastache” în Dicționar dendrofloricol la DEX online